# Oem Koelthoem bint Ali

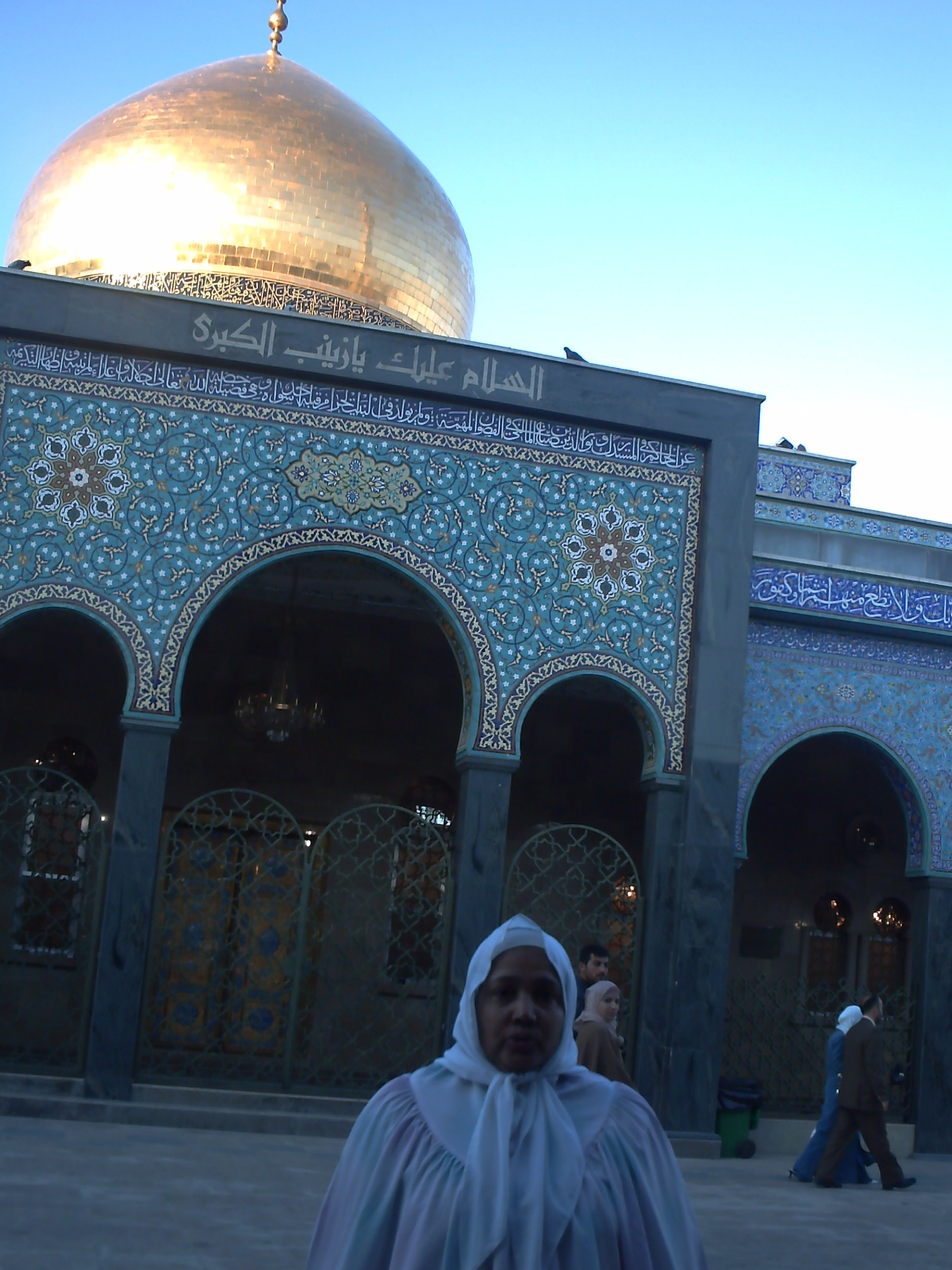
De Sayyidah Zaynab-oel Koebra moskee in Damascus, waar Oem Kulthoem bint Ali naar verluidt begraven is

Oem Koelthoem bint Ali ((ar) أم كلثوم بنت علي), (niet te verwarren met Mohammed's dochter Oem Koelthoem bint Mohammed) was het vierde kind van Ali ibn Aboe Talib (de vierde Rechtgeleide Kalief) en Fatima, een dochter van Mohammed. Volgens de soennitische traditie was ze was getrouwd met de tweede kalief, Omar ibn al-Chattab, en kreeg uit dit huwelijk twee kinderen:
- een zoon, Ibn al-Khattab (ook wel bekend als Ibnul Khalifatayn, "zoon der twee kaliefen" omdat hij zowel van Oemar als Ali afstamt)
- een dochter, Roekajja bint Umar

De sjiieten ontkennen dit huwelijk hevig.

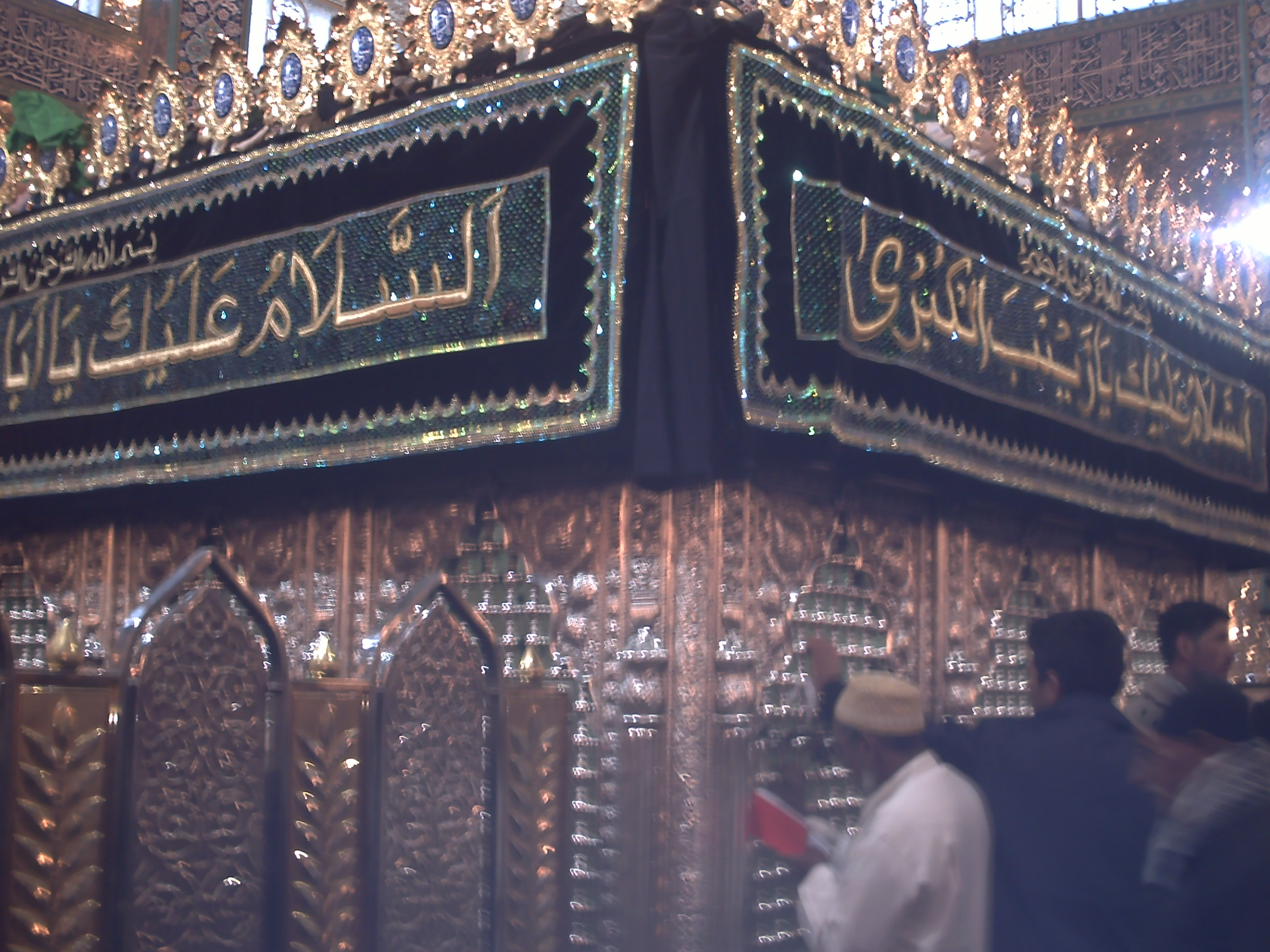
Zarih in de Zaynab-ul Kubra moskee in Damascus, waarvan gezegd wordt dat het de tombe van Oem Kulthoem jr is

Volgens sommige tradities is ze in Damascus begraven, en is het mausoleum in de Sayyidah Zaynab-oel Koebra moskee haar laatste rustplaats; anderen stellen dat ze in de Bab Saghir begraafplaats in dezelfde stad ligt.